# Marlin, Texas
Marlin är en stad i Falls County i delstaten Texas, USA. Stadens invånarantal uppgick till 6 628 personer vid folkräkningen år 2000. Den har enligt United States Census Bureau en area på totalt 11,8 km², varav 0,1 km² är vatten.  Marlin är administrativ huvudort (county seat) i Falls County. 